# 왔어 왔어 제대로 왔어
《왔어 왔어 제대로 왔어》는 2011년 12월 5일부터 2012년 3월 2일까지 방영된 MBN 일일시트콤이다.

## 개요
종합편성채널 MBN 개국 특집으로 기획된 작품으로, 독특하고 코믹한 세 남녀의 아찔한 동거이야기를 그린 시트콤이다.

## 등장 인물
- 배수진 - 이수경 (아역:이영은)

29세, 굴지그룹 홍보팀 대리, 전형적 청순가련 미인으로, 타인에게 비치는 모습을 중요하게 생각하는 여자이다.
- 고찬영 - 진이한 (아역:남다름)

29세, 이혼전문 변호사, 훤칠한 키에 조각같은 외모를 가지고 있으며, 아이큐 147의 S대 법대 출신이다.
- 김새봄 - 유인영 (아역:장예슬)

29세, 불륜 전문 배우, 오는 남자 막는 법 없는 그녀의 연애사는 언제나 파란만장하다.
- 김굴주 - 전태수

29세, 굴지병원 의사이자 굴지그룹 김굴지의 이복동생, 하는 행동마다 엉뚱하고 특이한 4차원 의사
- 김굴지 - 한진희

굴지그룹의 회장으로, 고찬영의 어머니인 전미옥에게 끊임없이 구애를 하는 인물이다.
- 전미옥 - 차화연

법무법인 전율 대표, 찬영의 어머니, 깡마른 체구에 창배한 피부, 강한 카리스마의 소유자
- 오세아 - 이휘향

연예기획사 '오세아니아' 대표, 미옥의 여고동창, 여고 짱 출신의 놀던언니, 한때 아역배우로 잘나갔었음
- 문혜성 - 이켠

찬영의 고종사촌, '빅대디'란 이름으로 활동 중인 히트 작곡가, 주체못하는 열정과 순수함을 지닌 아이같은 남자
- 지박호 - 오원빈

가수지망생, 웃으면 반달눈이 되는 눈웃음계의 최강자, 문혜성만을 믿고 서울로 상경한 시골청년
- 로라장 - 가득희

변호사, 찬영의 동료.
- 김굴종 - 강남길

굴지그룹 홍보실장, 김굴지회장의 이복동생, 주위가 산만하고 건망증이 있음, 무시당하는 것을 제일 싫어함
- 공 사장 - 엄효섭

만물상호, 공식당, 고시원 사장, 본명 채개발, 속내를 알 수 없는 무표정한 얼굴, 꼭 필요한 말외에는 입을 열지 않음
- 이기자 - 신고은

수진의 동료.
- 상훈 - 주상욱 (특별출연)

수진의 약혼자.
- 바바리맨 - 안상태 (특별출연)
- 이숙
- 서지미
- 우도환
- 안상태

## 결방
- 12월 19일 ~ 23일 : 조선민주주의인민공화국 김정일 국방위원장 사망 뉴스특보로 인한 편성변경으로 인해 결방